# Roszkówko (powiat rawicki)
Roszkówko – osada w Polsce położona w województwie wielkopolskim, w powiecie rawickim, w gminie Miejska Górka.
W okresie Wielkiego Księstwa Poznańskiego (1815-1848) miejscowość wzmiankowana jako folwark Roszkówko należała do wsi większych w ówczesnym pruskim powiecie Kröben (krobskim) w rejencji poznańskiej. Roszkówko należało do okręgu sarnowskiego tego powiatu i stanowiło część majątku Miejska Górka, którego właścicielem był wówczas (1846) książę Sułkowski. Według spisu urzędowego z 1837 roku folwark Roszkówko liczył 251 mieszkańców, którzy zamieszkiwali 40 dymów (domostw).
W latach 1975–1998 miejscowość administracyjnie należała do województwa leszczyńskiego.
Zobacz też: Roszkowo